# معايشة

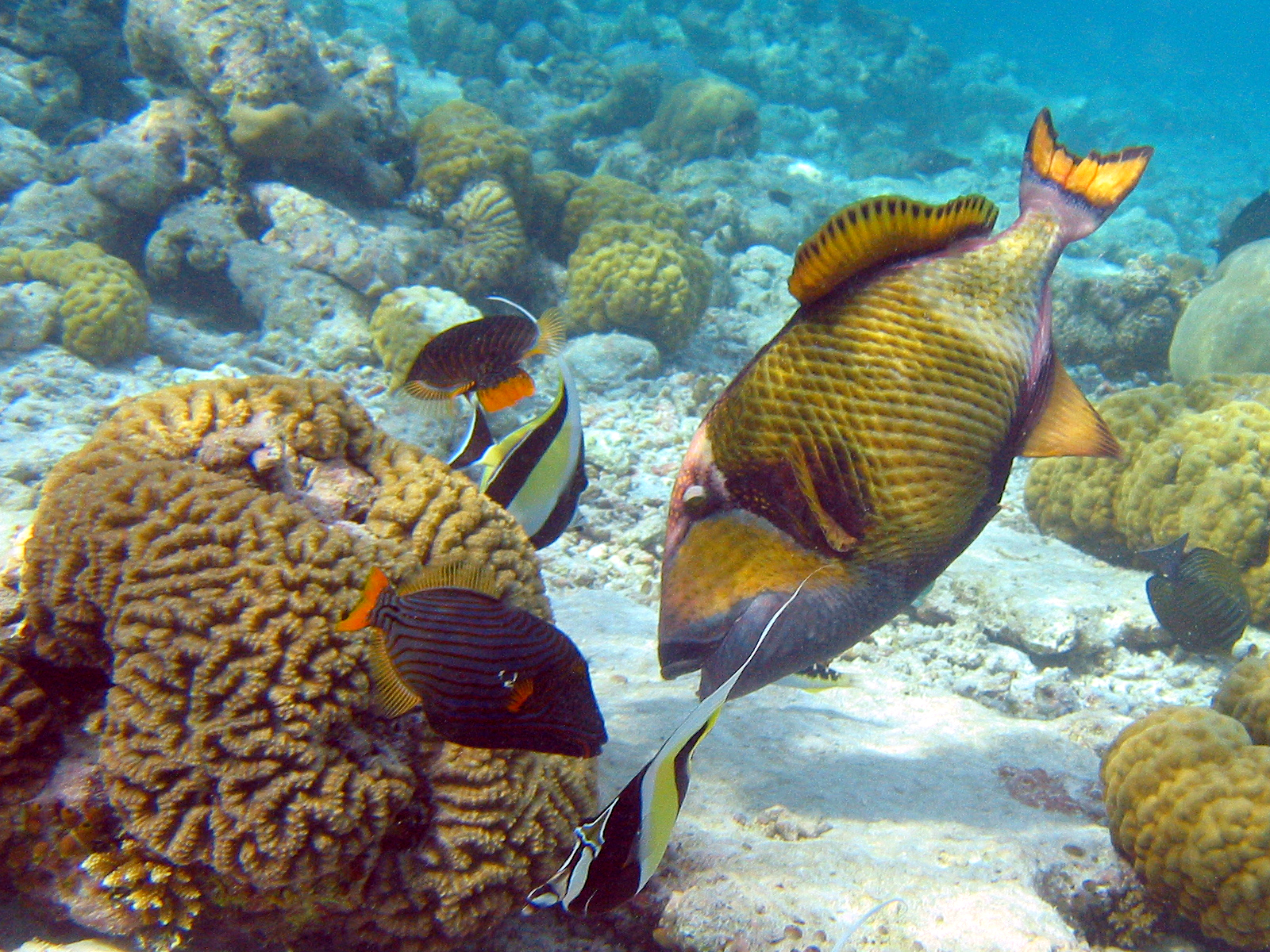
سمكة القادوح الضخم (Balistoides viridescens)

التطاعم أو المُطاعَمة أو المعايشة أو الرُّشُونَة (بالإنجليزية: Commensalim)‏ هي علاقة بين متعضيتين تستفيد إحداهما (وتُسمَّى الرَّاشنة أو الراشن) من الأخرى (أي كائن يستفيد و الآخر لا يستفيد) بينما لا تتضرر المتعضية الأخرى، بخلاف التطفل الذي يضر بالمضيف والتكافل حين يستفيد كلا الطرفين من بعضهما. ومن الأمثلة عليها السمك الماص الذي يعيش عند فم سمكة القرش فيستفيد من سمكة القرش في حصوله على الغذاء في حين لا تتضرر سمكة القرش من وجود السمك الماص ولا تستفيد منه في ذات الوقت.